# Neckarinseln bei Neckartenzlingen
Das Gebiet Neckarinseln bei Neckartenzlingen ist ein flächenhaftes Naturdenkmal auf dem Gebiet der Gemeinde Neckartenzlingen im Landkreis Esslingen in Baden-Württemberg.

## Kenndaten
Das Naturdenkmal wurde mit Verordnung vom 20. Februar 1995 unter dem Namen Neckarinseln bei Neckartenzlingen ausgewiesen.

## Lage und Beschreibung
Das Naturdenkmal liegt am Neckarkanal südwestlich von Neckartenzlingen. Es handelt sich um einen Auwald auf einer Schotterbank unterhalb eines Überlaufwehrs am Kanal des Neckars.
Das Naturdenkmal überlagert sich mit dem Landschaftsschutzgebiet Neckar-, Erms- und Autmuttal im Verwaltungsraum Neckartenzlingen.

## Flora und Fauna
Laut Biotopkartierung kommen die folgenden Arten im Gebiet vor: 
Spitzahorn, Berg-Ahorn, Giersch, Weißes Straußgras, Knoblauchsrauke, Schwarz-Erle, Grau-Erle, Wald-Engelwurz, Aronstab, Wald-Zwenke,
Sumpfdotterblume, Gewöhnliche Waldrebe, Roter Hartriegel, Gemeine Hasel, Rasen-Schmiele, Gewöhnlicher Spindelstrauch, Gemeine Esche,
Kletten-Labkraut, Echte Nelkenwurz, Gemeiner Efeu, Topinambur, Echter Hopfen, Drüsiges Springkraut, Gewöhnlicher Liguster, Gewöhnliche Pestwurz,
Rohrglanzgras, Bastard-Schwarz-Pappel, Vogelkirsche, Gewöhnliche Traubenkirsche, Schlehdorn, Kratzbeere, Silber-Weide,
Purpur-Weide, Schwarzer Holunder, Bittersüßer Nachtschatten, Kanadische Goldrute, Riesen-Goldrute, Wald-Ziest, Große Brennnessel, Bachbunge,
Gebänderte Prachtlibelle.